# كتاب مصادر الشعر الجاهلي واهميتها التاريخية
كتاب مصادر الشعر الجاهلي واهميتها التاريخية : هو كتاب ألّفه ناصر الدين الأسد رئيس الجامعة الأردنية الأول، تناول فيه مناقشة المصادر التي تخص الشعر والأدب الجاهلي وبيّن من خلاله أهمية تلك المصادر واهمية الإقرار بوجودهل، تيرى البعض أن الكتاب كان رد ممنهج وبطريقة علمية على كتاب عميد الأدب العربي طه حسين [[في الشعر الجاهلي]ل، تلذي تحدث فيه طه حسين عن تشكيكه بمصادر الشعر الجاهلي